# Ivan Matveevič Vinogradov
Ivan Matveevič Vinogradov (in russo Иван Матвеевич Виноградов?; Velikie Luki, 14 settembre 1891 – Mosca, 20 marzo 1983) è stato un matematico sovietico, uno dei creatori della moderna teoria analitica dei numeri.

## Biografia
Si laureò all'Università di San Pietroburgo, della quale divenne professore nel 1920; a partire dal 1934 fu il primo direttore dell'Istituto di Matematica Steklov, posizione che tenne per il resto della vita, ad eccezione del periodo tra il 1941 e il 1946, quando fu sostituito da Sergej L'vovič Sobolev. Nella teoria analitica dei numeri il metodo di Vinogradov, da lui ideato, è una tecnica che si applica a molti problemi nel contesto della stima delle somme esponenziali. Rende possibile la riduzione di una sommatoria complicata di numeri primi in alcune sommatorie più semplici; nella sua forma canonica, espressa con la formula
{\displaystyle S=\sum _{p\leq P}\exp(2\pi if(p))}
è usata per stimare le somme di Weyl. In termini di tecniche posteriori, questo metodo è stata riconosciuto come il prototipo del crivello largo nella sua applicazione alle forme bilineari.
Con l'aiuto di questo metodo, Vinogradov affrontò diverse questioni, tra cui la congettura debole di Goldbach (con l'uso del teorema di Vinogradov) e lo studio della regione priva di zeri della funzione zeta di Riemann. In molti casi i suoi risultati resistettero per decenni ai raffinamenti. Usò questa tecnica anche nell'affrontare il problema divisore di Dirichlet (vedi anche Peter Dirichlet), permettendogli di stimare il numero di punti a coordinate intere sotto una curva arbitraria; questo fu un miglioramento delle ricerche di Georgij Feodos'evič Voronoj.
Nel campo dell'aritmetica modulare, inoltre, studiò la distribuzione dei residui quadratici e delle radici primitive.
Per i suoi lavori ricevette numerosi riconoscimenti: all'interno dell'Unione Sovietica gli fu riconosciuta la medaglia Lomonosov (il più alto riconoscimento scientifico sovietico) nel 1970, due volte fu proclamato Eroe dell'Unione Sovietica e cinque volte ricevette l'ordine di Lenin. Fu ammesso nella London Mathematical Society nel 1939 e nella Royal Society nel 1942. Vinogradov era anche un dirigente del Partito Comunista dell'Unione Sovietica, fatto non inusuale per un amministratore di un livello così alto.